# Byhlen

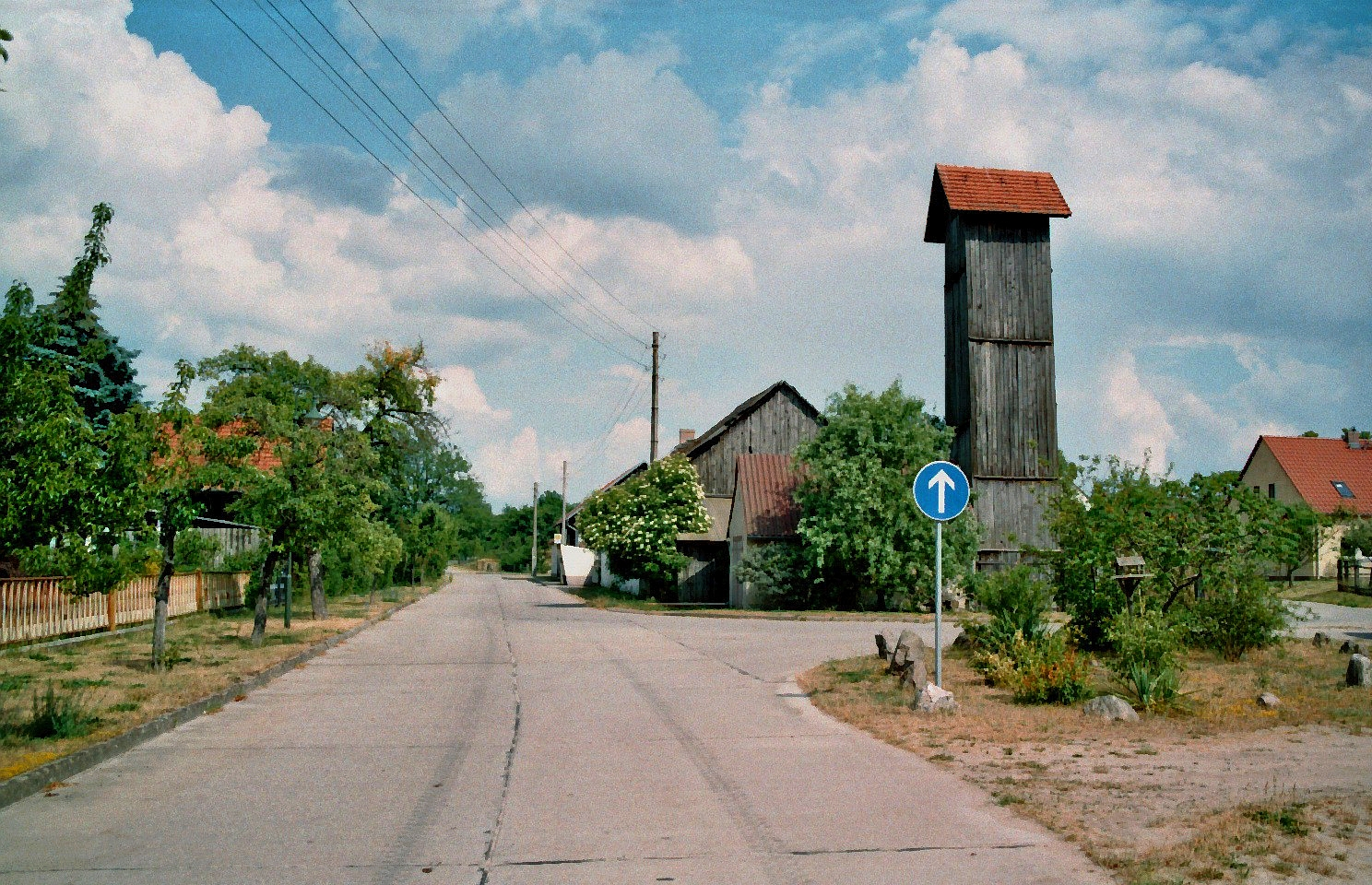
Byhlener Dorfstraße mit Blick auf das Feuerwehrhaus. Die Dorfstraße ist eine ehemalige Panzerstraße, über die Militärfahrzeuge direkt in den nahen ehemaligen sowjetischen Truppenübungsplatz (TÜP) Lieberoser Heide hineinfuhren.

Byhlen, niedersorbisch Bělin, ist ein Ortsteil der Gemeinde Byhleguhre-Byhlen im Landkreis Dahme-Spreewald in Brandenburg. Bis zur Fusion mit der Gemeinde Byhleguhre am 26. Oktober 2003 war Byhlen eine eigenständige Gemeinde. Der Ort gehört dem Amt Lieberose/Oberspreewald an.

## Geschichte
Bronzezeitliche Funde und ein großes Urnengräberfeld, das 1937 westlich der Gemeinde entdeckt wurde, weisen darauf hin, dass das Gebiet schon sehr viel früher besiedelt war. Byhlen wurde am 26. April 1340 erstmals urkundlich erwähnt. Hierbei wurden Conrad und Dietrich der Jüngere von Ihlow mit der kleinen Herrschaft zu Straupitz belehnt, die inzwischen um Byhlen vermehrt worden war.
Die Schreibweise in den alten Urkunden wechselte mehrmals von Belin, Beelin, Belyn, Bühlen oder Biehlen auf die heutige Form. Der Name ist von dem niedersorbischen Wort běła abgeleitet und bedeutet weißes Dorf. Möglicherweise wird damit auf eine helle Sandfläche oder Ortsmarke hingewiesen.
Im Jahre 1447 verkauften die Besitzer von Straupitz, die von Ilows, ihren bis dahin vergrößerten Besitz „Straupitz mit allem Zubehör, nämlich das Dorf Straupitz mit dem Weinberge und Vorwerk, Laasow mit der Mühle daselbst, Mochow, Liebitz, Byhlen und Byhleguhre“ an Kaspar, Heinrich und Franz, Burggrafen und Herren von Dohna. Der Besitz musste jedoch im Oktober 1578 an den Gläubiger Joachim II. von der Schulenburg verkauft werden. Nach einem weiteren Verkauf der Herrschaft im Jahre 1615 an Georg von Wallwitz ging sie schließlich 1655 für 54.137 Reichstaler an Christoph von Houwald über und verblieb bis zum Ende des Zweiten Weltkriegs im Besitz derer von Houwald. In der Zeit des Nationalsozialismus wurde 1937 der slawisch klingende Ortsname Byhlen in Waldseedorf, der des Byhlener Sees in Houwald-See, umgewandelt. Wie bei Byhleguhre und Neu-Byhleguhre wurden die Umbenennungen nach dem Zweiten Weltkrieg rückgängig gemacht.
Unmittelbar an das Dorf angrenzend, in der Lieberoser Heide, wurde noch während des Zweiten Weltkrieges mit der Einrichtung des Groß-Truppenübungsplatzes „Kurmark“ durch die Waffen-SS begonnen. Die ursprünglich angedachte Nutzung des Platzes als militärisches Übungsgebiet erfolgte jedoch erst durch die Rote Armee nach 1945. Bis 1992 wurde das Gelände als Schießplatz der GSSD und vor allem für Großraummanöverübungen des Warschauer Paktes genutzt. Die damit verbundenen Auswirkungen waren erheblich. In diesem Zusammenhang fast kurios ist jedoch die Tatsache, dass sich das kleine Byhlen eine panzerfeste Dorfstraße erkämpft hat, die jedoch mit der politischen Wende in der DDR 1989/1990 überflüssig wurde.
Nach dem Abzug der Streitkräfte 1992 entschied sich die Bundeswehr im Jahr 1994 gegen eine weitere Nutzung des Geländes.
Am 26. Oktober 2003 wurden die Gemeinden Byhleguhre und Byhlen zur neuen Gemeinde Byhleguhre-Byhlen zusammengeschlossen.

## Lage

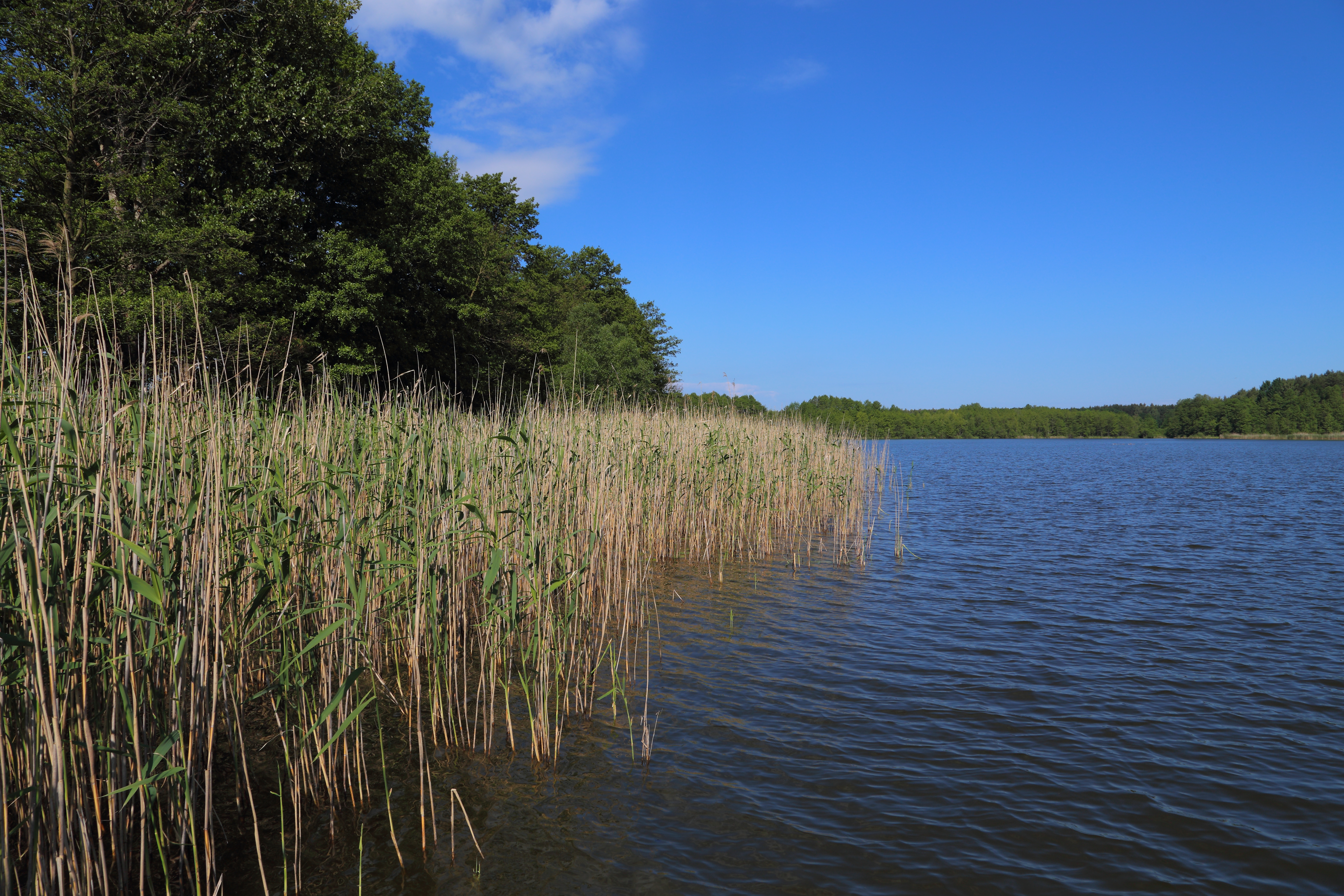
Byhlener See

Byhlen im Spreewald liegt in der Niederlausitz und gehört zum amtlichen Siedlungsgebiet der Sorben/Wenden. Umliegende Ortschaften sind Byhleguhre im Süden, Straupitz (Spreewald) im Westen, Butzen im Norden, die Stadt Lieberose im Nordosten und die Lieberoser Heide im Osten. Zu Byhlen gehört der Wohnplatz Pintschens Quell (Pintšowe žrědło). Neben dieser Quelle sind der Weinberg, der Gay und der gleichnamige Byhlener See sehenswert. Durch die angrenzende Lieberoser Heide wird die Umsetzung einer überregionalen Naturausstellung weitere Auswirkungen auf die (touristische) Entwicklung Byhlens haben.

## Verkehr
Die Trasse der von 1846 bis 1879 verkehrenden Cottbus-Schwielochsee-Eisenbahn verlief in unmittelbarer Ortsnähe. Sie war eine normalspurige Pferdeeisenbahn in der Lausitz. Teilstrecken lassen sich bis heute im Wald zwischen Fehrow und Byhlen erkennen.
Im Jahr 1898 wurde dann die Spreewaldbahn eröffnet. Byhlen war Knotenpunkt an der Abzweigung nach Lieberose und hatte einen eigenen Bahnhof. Die Bahn brachte dem Dorf Handel und eine  gewissen Aufschwung. Die technisch überholte Bahn wurde 1970 stillgelegt. Heute ist Byhlen mit Buslinien 508 und 509 der Regionalen Verkehrsgesellschaft Dahme-Spreewald an das ÖPNV-Netz angeschlossen.
Mit dem PKW ist Byhlen über die Kreisstraße 6108 erreichbar, eine Verbindung zur Landesstraße 51 von Straupitz (Spreewald) nach Cottbus.